# Monster Rancher (série télévisée d'animation)
Pour les articles homonymes, voir Monster Rancher.
Monster Rancher, connu au Japon sous le titre de Monster Farm (モンスターファーム, Monsutā Fāmu), est une série d'animation japonaise de 73 épisode basée sur la série de jeux vidéo Monster Rancher, développée par Tecmo. Il est diffusé pour la première fois sur la chaîne de télévision japonaise TBS du 17 avril 1999 au 30 septembre 2000. Au Japon, la série a été diffusée en deux parties, Monster Farm Enbanseki no Himitsu (モンスターファーム~円盤石の秘密~) pour les 48 premiers épisodes et Monster Farm Densetsu e no Michi (モンスターファーム~伝説への道~) pour les épisodes 49 à 73. 
En France, la série est diffusée au début des années 2000 sur la chaîne télévisée TF1. Les droits de diffusion DVD sont acquis par Déclic Images.

## Synopsis
L'histoire suit un garçon nommé Genki Sakura, qui est un joueur clé des jeux vidéo Monster Rancher. Après avoir remporté un tournoi organisé par les créateurs du jeu, Genki gagne un CD spécial qu'il peut utiliser pour débloquer un monstre spécial dans son jeu à la maison. Cependant, en utilisant ce disque dans sa console de jeu, il se retrouve transporté dans un monde de monstres qui, comme dans le jeu de Genki, prennent vie en scannant des disques de pierre spéciaux dans des temples. Il y rencontre une fille nommée Holly et son ami monstre Suezo, qui recherchent un disque de pierre contenant un phénix légendaire qui sauvera le pays de la tyrannie d'un souverain maléfique nommé Moho. En tentant d'utiliser le disque que Genki a gagné pour essayer de libérer le monstre, ils font apparaître un autre monstre, que Genki nomme Mocchi. Désireux de libérer le pays de la domination de Moho, Genki, Holly, Mocchi et Suezo partent à la recherche du Phoenix, en utilisant la pierre magique de Holly pour les guider dans la direction du Phoenix. La pierre magique les mène à Golem, Loukas et Harry, chacun ayant ses propres motivations pour rejoindre le groupe dans son voyage vers le Phénix.
Il est révélé que Moho est en fait le père disparu de Holly, qui a fusionné avec un esprit maléfique après avoir été banni de son village. Déterminé à séparer l'esprit maléfique de Moho du père d'Holly, le groupe poursuit sa quête du phénix, en battant les plus puissants serviteurs de Moho, les quatre grands méchants : Pixie, Gali, Loup gris et Naga. Au cours de leurs voyages, les membres de la bande se lient d'amitié avec de nombreux monstres et les aident à poursuivre leurs recherches, débloquant autant de disques mystères que possible dans l'espoir de trouver le Phoenix. L'un de ces monstres déverrouillés, Monol, raconte au groupe une guerre précédente entre Moho et le Phénix (dans le cadre d'une guerre plus large entre les humains et les monstres, qui exploitaient les monstres comme travailleurs et compagnons dans une société futuriste) qui a détruit une grande partie du monde et affaibli les deux entités dans leur état dormant, séparant leur corps et leur âme.
À la fin de la première saison, le corps de Moho est retrouvé et fusionne avec le père de Holly. Peu après, le corps du Phoenix est retrouvé et il est révélé que les cinq monstres - Mocchi, Suezo, Golem, Loukas et Harry - sont des morceaux de l'âme du Phoenix. Comprenant ce qui doit être fait, ils disent au revoir à Genki et fusionnent avec le corps du Phénix, et commencent à combattre Moho. Alors que les deux êtres se battent, Moho se rend compte que le bien et le mal sont intrinsèquement inséparables, et que les deux sont condamnés à répéter un combat perpétuel en tant que représentants des deux forces. Les deux monstres semblent mourir, et Genki est renvoyé dans le monde réel dans l'explosion qui en résulte, réconforté par les visions de ses amis alors qu'il rentre chez lui.
Dans la deuxième saison, Genki retourne dans le monde des monstres pour faire revivre et réunir ses amis, qui ont été transformés en disques et séparés après le combat contre Moho. La bande doit participer à une série de tournois contre l'armée du général Durahan dans leur quête pour retrouver le père de Holly. La troisième saison se termine par le combat de Genki et des autres contre l'âme de Moho qui a possédé Durahan. Pendant le générique du dernier épisode, il est révélé dans la version japonaise que Genki et Mocchi sont capables de voyager entre le monde de Monster Rancher et la Terre. 

## Distribution et sorties
Au Japon, sous le titre Monster Farm, la série est diffusée sur TBS pendant deux saisons ; la première saison de 48 épisodes, The Secret of the Stone Disk (円盤石の秘密, Enbanseki no Himitsu), est diffusée du 17 avril 1999 au 25 mars 2000 ; la deuxième saison de 25 épisodes, The Legendary Path (伝説への道, Densetsu e no Michi), est diffusée du 1er avril au 30 septembre 2000.
La série est portée aux États-Unis par BKN,, avec un doublage en anglais produit par Ocean Studios. Elle a également été diffusée aux États-Unis sur Sci-Fi Channel et Fox Kids et au Canada sur YTV.
ADV Films acquiert les droits de la série pour la vidéo amateur et publie les douze premiers épisodes sur quatre DVD,. En 2005, BKN International A.G. cède les droits DVD de 73 épisodes de Monster Rancher à Digiview Productions, mais un seul DVD est publié. En 2012, la série devient disponible en streaming sur Hulu. Discotek Media acquiert la licence de la série en 2013 et le publie sous forme de trois coffrets DVD doublés en anglais en 2014, et d'un seul coffret avec le son original japonais sous-titré et non coupé le 28 juillet 2015. Discotek Media publie ensuite la série sur un coffret Blu-ray le 29 mai 2018,.
En France, la série est diffusée au début des années 2000 sur la chaîne TF1 côtoyant les animes Pokémon et Digimon. Ici, c'est l'éditeur Déclic Images qui acquiert les droits de diffusion dans le pays. Un premier coffret DVD sort le 5 juin 2003. Un deuxième coffret sort le 6 mars 2006.

## Distribution
- Paolo Domingo : Genki
- Barbara Beretta : Holly
- Sébastien Desjours : Suezo
- Érik Colin : Harry, Mocchi
- Patrice Dozier : Loukas, Golem
- Antoine Nouel, Lionel Melet, Jérôme Keen, Joël Martineau, Alain Flick, Naïké Fauveau, Philippe Catoire, François Pacôme, Ysa Ferrer : voix additionnelles

- Version française
  - Société de Doublage : SOFI
  - Adaptation : Pierre Soyer, Gérard Salva, Patricia Llense, Alain Salva, Jean-Ynes Jaudeau et Vincent Szczepanski

## Musiques

### Thèmes d'ouverture
- Kaze ga Soyogu Basho (Miho Komatsu)
- Picnic (Rumania Montevideo)
- Close to Your Heart (Rina Aiuchi)
- FLUSH (Takashi Utsunomiya)

### Thèmes de fin
- Flame of Love (Sweet Velvet)
- Digital Music Power (Rumania Montevideo)
- Wonderin Hands (4D JAM)
- Be Truth (Takashi Utsunomiya)